# IPhone 16e
iPhone 16e je chytrý mobilní telefon, vyvinutý a vyrobený americkou společností Apple. Jedná se o model 18. generace mobilních telefonů iPhone, společně s variantami iPhone 16, iPhone 16 Plus, iPhone 16 Pro a iPhone 16 Pro Max, které nahrazují předchozí 17. generaci – iPhone 15, 15 Plus, 15 Pro a 15 Pro Max.
iPhone 16e nebyl představen spolu s dalšími modely řady 16 v září 2024, ale až o půl roku později, 19. února 2025. Je nástupcem IPhonu SE 3. generace, přičemž je prvním budget-modelem prodávaným společnísto Apple, který poskytuje Face ID a využívá USB-C konektor namísto konektoru lightning. Nabízí 6,1 palcový OLED displej a při uvedení do prodeje poskytoval verzi operačního systému iOS s označením IOS 18.3. Vzhledově odpovídá modelům iPhone 13 a iPhone 14. Uvnitř telefonu se nachází procesor Apple A18 Bionic.